# ジョナタン・シセロ・モレイア
ジョナタン・シセロ・モレイア（Jonathan Cícero Moreira、1986年2月27日 - ）は、ブラジル・コンセリェイロ・ラファイエテ出身の元サッカー選手。現役時代のポジションはDF。主に右サイドバックとしてプレーした。

## 経歴

### クラブ

#### クルゼイロ
2000年にブラジルのクルゼイロECに入団し。2005年にトップチームに昇格すると、7月24日のサントスFC戦でデビューを飾った。2007年8月25日、SCコリンチャンス戦でプロ初ゴールを記録した。クルゼイロでは5シーズンに渡ってプレーし、239試合に出場して12ゴールを挙げた。
2010年12月、サントスFCに移籍。2011年のコパ・リベルタドーレス獲得に貢献した。

#### インテル
2011年7月15日、インテルナツィオナーレ・ミラノに移籍し、2015年までの4年契約を結んだ。移籍金は推定500万ユーロ。自身のアイドルでもあるマイコンの後継者として加入しポジションを争ったが、出場機会は訪れず、2012年1月にパルマFCへシーズン終了までのレンタルで移籍。パルマでは12試合に出場した。
2013-14シーズン、マイコンの退団やワルテル・マッツァーリ監督の就任などもあり右ウィングバックのポジションを確保し、リーグ戦31試合に出場した。しかし、翌2014-15シーズンは負傷に苦しみ、リーグ戦2試合の出場に留まった。クラブ側が契約延長を望まなかったこともあり、2015年夏に契約満了に伴い退団した。

#### フルミネンセ
2015年9月15日、フルミネンセFCに移籍し、2016年の12月までの契約を結んだ

#### アトレチコ・パラナエンセ
2016年12月、アトレチコ・パラナエンセに移籍した。

### 代表
ブラジル代表として2003 FIFA U-17世界選手権に出場しチームの優勝に貢献した。

## タイトル

### クラブ
クルゼイロEC
- カンピオナート・ミネイロ : 2006, 2008, 2009

サントスFC
- カンピオナート・パウリスタ : 2011
- コパ・リベルタドーレス : 2011

アトレチコ・パラナエンセ
- コパ・スダメリカーナ : 2018
- Jリーグカップ/コパ・スダメリカーナ王者決定戦 : 2019
- コパ・ド・ブラジル : 2019
- カンピオナート・パラナエンセ : 2020

### 代表
U-17ブラジル代表
- FIFA U-17世界選手権 : 2003